# Балаев, Лев Григорьевич
Лев Григорьевич Балаев (6 марта 1925, Ковров Владимирской области — 5 сентября 1997) — советский и российский учёный — геолог и мелиоратор. Академик ВАСХНИЛ (1979).

## Биография
В 1944—1948 служил в РККА. Участник Великой Отечественной войны (лейтенант-инженер).
В 1953 г. окончил МИИВХ (Московский институт инженеров водного хозяйства). До 1958 г. работал там же младшим научным сотрудником н.-и. сектора.
В 1958—1961 младший научный сотрудник, в 1961—1971 старший научный сотрудник, руководитель сектора инженерной геологии и мелиоративной гидрогеологии Северо-Кавказского отдела лаборатории гидрогеологических проблем АН СССР. В 1971—1992 работал во ВНИИ гидротехники и мелиорации им. А. Н. Костякова: руководитель лаборатории инженерной геологии (1971—1972), заместитель директора по научной работе (1972—1974), директор (1974—1985), старший научный сотрудник-консультант (1988—1992).
Доктор геолого-минералогических наук (1967), академик ВАСХНИЛ (1979, член-корреспондент с 1975).

## Научная деятельность
Научные интересы:
- проектирование и строительство гидротехнических сооружений и оросительных каналов на неустойчивых грунтах,
- расчеты влагопереноса в почве и зоне аэрации, фильтрации из каналов,
- конструирование машин для мелиоративного строительства.

Разработал методику исследований неустойчивых грунтов, позволяющую моделировать процесс их деформации. Установил величину просадочной деформации лёссовых грунтов в зависимости от степени увлажнения.
Получил 7 авторских свидетельств на изобретения.

### Публикации
- Лёссовые породы Центрального и Восточного Предкавказья / соавт.: П. В. Царев. — М.: Наука, 1964. — 248 с.
- Новое в технике и технологии полива / ВНПО «Радуга»; Всесоюз. НИИ гидротехники и мелиорации им. А. Н. Костякова.- М., 1980. — 204 с.
- Оператор дождевальных установок / соавт.: Т. М. Меренкова. — М.: Колос, 1982. — 49 с.
- Развитие мелиорации земель / соавт. В. С. Дмитриев. — М.: Знание, 1985. — 47 с.

## Награды
Лауреат премии Совета Министров СССР (1980). Награждён орденами Трудового Красного Знамени (1976), Отечественной войны II степени (1985), 8 медалями СССР, двумя золотыми медалями ВДНХ СССР (14.12.1979; 24.09.1985).